# Controlelamp
Een controlelamp of indicator is een elektronische component. Het doel van deze component is om een indicatie te geven van de toestand van het systeem waarin deze is opgenomen. Meestal worden enkel twee condities doorgegeven, namelijk 'in/aan' of 'uit'. 

## Toepassing
De controlelamp wordt gebruikt voor mensen die een gehoorbeperking hebben of in omgevingen met veel lawaai. Ook als extra indicatie naast bijvoorbeeld een geluidssignaal, vindt de controlelamp zijn toepassing. Ten slotte kan ook voor de overzichtelijkheid gekozen worden voor een controlelamp in plaats van een auditief signaal. Hierbij moet men bijvoorbeeld denken aan een controlepaneel waarmee machines zoals pompen en motoren bediend worden en men in één oogopslag moet kunnen zien wat de status van het systeem is.

## Informatie
De controlelamp kan aangeven of het systeem is in- of uitgeschakeld, maar kan ook een storingconditie weergeven.

## Uitvoeringen
Een controlelamp kan een simpele gloeilamp zijn. Hierbij kan men door de lichtsterkte nog eventueel aangeven hoe sterk het signaal is. In het verleden werden ook indicatorbuizen gebruikt in bijvoorbeeld radio's om de signaalsterkte aan te geven. Tegenwoordig gebruikt men voor het geven van indicaties veelal zevensegmentendisplays of leds. 
Het voordeel van leds en displays (eventueel samengesteld uit leds) boven de andere oplossingen zijn een langere levensduur en minder energieverbruik/warmteontwikkeling.
Als een systeem meerdere controlelampen heeft, zoals het dashboard van een auto, of controlepanelen in treinstations worden de controlelampen op hun beurt door het systeem bewaakt. Een lamp of diode (soms een zoemer) geeft signaal als een van de controlelampen niet functioneert.
In oudere systemen was vaak een lamptestknop aangebracht, als deze ingedrukt werd gingen alle lampen branden, zo konden defecte lampen eenvoudig herkend worden. In auto's wordt een dergelijke functie vaak uitgevoerd bij het starten, dan lichten alle indicators even op.